# 杨常嫔
楊常嬪（？—1559年），名失考，順天府大興縣人。錦衣衛帶俸百戶楊安之女，明朝明世宗朱厚熜之嬪。

## 生平
楊氏的出生及入宮時間均不詳。嘉靖三十八年（1559年）十月二十二日，「未封楊氏」薨逝，賜號曰常嬪，祭葬如例。同年十二月二十八日，授楊常嬪之父大興縣平民楊安為錦衣衛帶俸百戶。去世後，楊常嬪葬於西山紅石口。《太常續考》謂：「常嬪劉氏、常嬪楊氏、常嬪張氏、宜妃于氏、康嬪劉氏、常嬪傅氏、常嬪張氏、常嬪楊氏、常嬪劉氏，以上九妃嬪共一墓」，可知嘉靖帝朱厚熜位下有兩位楊常嬪。有學者認為按照當時的慣例，未封嬪御薨逝後不久就會封贈其親屬，因此楊安之女可能為薨逝於嘉靖三十八年十月的楊常嬪，而非薨逝於嘉靖三十七年十一月的楊常嬪。